# سی‌اف‌ای‌ویتیلیکام (وای‌تی‌ام ۵۵۵)
سی‌اف‌ای‌ویتیلیکام (وای‌تی‌ام ۵۵۵) (به انگلیسی: CFAV Tillicum (YTM 555)) یک کشتی است.